# Сокиряни (село)
Сокиря́ни — село в Україні, у Теплицькій селищній громаді Гайсинського району Вінницької області. Населення становить 461 осіб.

## Історія
З 7 березня 1923 у складі Красносільського району.
19 листопада 1924 після розформування Красносільського району перейшло до Теплицького району.
12 червня 2020 року, відповідно розпорядження Кабінету Міністрів України № 707-р «Про визначення адміністративних центрів та затвердження територій територіальних громад Вінницької області», село увійшло до складу Теплицької селищної громади.
19 липня 2020 року, в результаті адміністративно-територіальної реформи і ліквідації Теплицького району, село увійшло до складу Гайсинського району.

## Пам'ятки

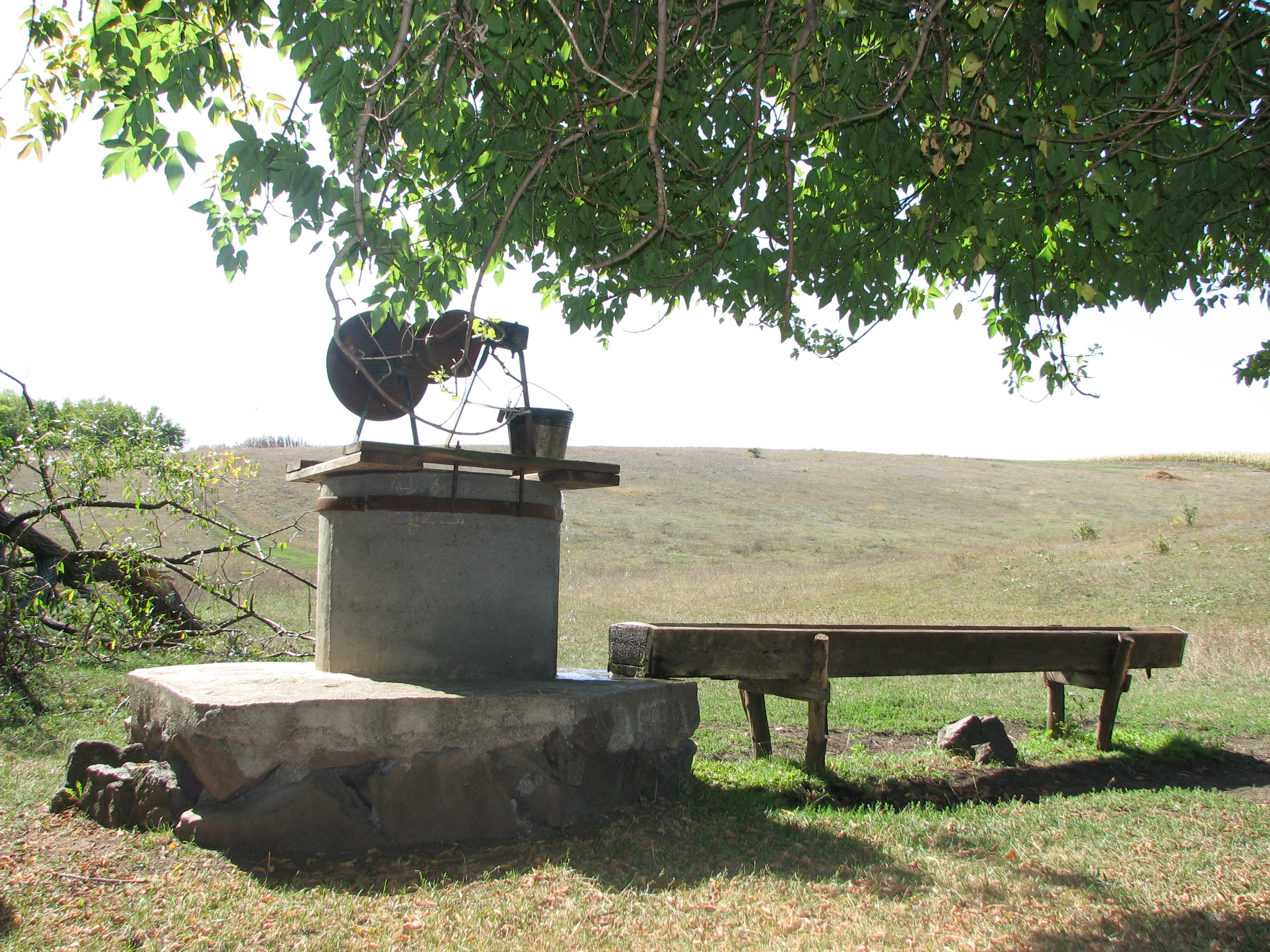
Джерело «Вікнина»

- Джерело «Вікнина», Джерело «Лісове», Джерело «Задвірне», Джерело «Кришталеве» — гідрологічні пам'ятки природи місцевого значення.
- Сокирянська балка — ландшафтний заказник місцевого значення.

## Видатні люди
В Сокирянах народилися:
- Ащенко Надія Василівна (1961) — український педагог, директор Макарівської гімназії, Заслужений вчитель України, почесний громадянин смт Макарів.
- Янкевич Сергій Валерійович (1992) - український поліцейський, лауреат дошки відзнаки керівництва Національної поліції України, учасник АТО та ООС, лауреат почесного звання "Золоті руки 2017", почесний громадянин с Сокиряни.